# Detlef Lorenz
Detlef Lorenz (geboren 6. Dezember 1938 in Hirschberg im Riesengebirge (Jelenia  Góra); gestorben 4. Februar 2019 in Berlin) war ein deutscher kulturhistorischer Forscher und Autor.

## Leben
Lorenz studierte Kunstgeschichte und Publizistik an der Freien Universität Berlin. Er arbeitete danach 40 Jahre in Werbung und Informationswesen in der Industrie. In seinen Forschungen und Veröffentlichungen beschäftigte er sich zunächst mit Geschichte der Werbung, speziell mit alten Reklamesammelbildern (z. B. Liebigbilder) und den Künstlern, die solche Bilder entworfen haben; Ergebnis ist die Monografie Reklamekunst um 1900. In Zusammenarbeit mit dem Museum Europäischer Kulturen in Berlin erarbeitete er Ausstellungen zu diesem Themenkreis. Daraus entwickelten sich umfangreiche Untersuchungen zu weniger bekannten bzw. vergessenen bildenden Künstlern vor allem der ersten Hälfte des 20. Jahrhunderts, u. a. jüdischen Künstlern (z. B. David Friedmann) oder Künstlern aus dem Umkreis Gerhart Hauptmanns (Josef Block, Johannes Maximilian Avenarius). Sein bekanntestes Werk ist Künstlerspuren in Berlin, eine Gesamtübersicht über Schaffens- und Gedenkorte bildender Künstler in Berlin vom Barock bis heute. Lorenz war mit zahlreichen Beiträgen Mitarbeiter des Allgemeinen Künstlerlexikons sowie Mitherausgeber und Lektor der jährlichen Tagungsbände des Arbeitskreises Bild Druck Papier. Sein letztes Buchprojekt über Pressezeichner und Presse-Illustrationen im Berlin der Weimarer Republik konnte er noch vollenden, verstarb jedoch kurz vor Erscheinen der Publikation.
Detlef Lorenz verstarb in Berlin-Steglitz. Seine Urne wurde auf dem Südwestkirchhof Stahnsdorf im Bereich Epiphanien, Feld 7–9 unter dem Baum mit der Nummer 49 beigesetzt.